# Nikkalmati
Nikkalmati est une reine hittite, ou Tawananna, du Nouvel Empire du début du XVe siècle av. J.-C.

## Vie
Nikkalmati était l'épouse de Tudhaliya Ier. Elle eut pour fille Asmunikal.
Elle fut reine-régente de l'Empire, c'est-à-dire Tawananna.

## Lignage
L'arbre généalogique ci-dessous est une reconstruction possible, parmi d'autres, du lignage de la famille royale de l'empire hittite. La nomenclature des souverains, les liens de parenté demeurent obscurs par de nombreux aspects,,.